# South Bethany
South Bethany és una població dels Estats Units a l'estat de Delaware. Segons el cens del 2000 tenia 492 habitants.

## Demografia
Segons el cens del 2000, South Bethany tenia 492 habitants, 253 habitatges, i 170 famílies. La densitat de població era de 365,3 habitants/km².
Dels 253 habitatges en un 9,5% hi vivien nens de menys de 18 anys, en un 60,9% hi vivien parelles casades, en un 3,2% dones solteres, i en un 32,8% no eren unitats familiars. En el 29,6% dels habitatges hi vivien persones soles el 13% de les quals corresponia a persones de 65 anys o més que vivien soles. El nombre mitjà de persones vivint en cada habitatge era d'1,94 i el nombre mitjà de persones que vivien en cada família era de 2,32.
Per edats la població es repartia de la següent manera: un 8,7% tenia menys de 18 anys, un 2% entre 18 i 24, un 14% entre 25 i 44, un 40% de 45 a 60 i un 35,2% 65 anys o més.
L'edat mediana era de 60 anys. Per cada 100 dones de 18 o més anys hi havia 103,2 homes.
La renda mediana per habitatge era de 67.125 $ i la renda mediana per família de 89.666 $. Els homes tenien una renda mediana de 61.250 $ mentre que les dones 37.500 $. La renda per capita de la població era de 53.624 $. Cap de les famílies i l'1,6% de la població estaven per davall del llindar de pobresa.

## Poblacions més properes
El següent diagrama mostra les poblacions més properes.